# Восточная Сибирь — Тихий океан
Восто́чный нефтепрово́д (трубопроводная система «Восточная Сибирь — Тихий океан», ВСТО) — нефтепровод, проходящий от г. Тайшет (Иркутская область) до нефтеналивного порта Козьмино в заливе Находка. Соединяет месторождения Западной и Восточной Сибири с рынками Азии и США. Протяжённость — 4 740 км. Оператор нефтепровода — государственная компания «Транснефть». Сорт нефти, поставляемый на мировой рынок посредством ВСТО, получил название ESPO.
28 декабря 2009 года была запущена первая очередь проекта «ВСТО-1» — трубопровод от Тайшета до Сковородино длиной 2694 км и мощностью 30 млн т в год. 25 декабря 2012 года сдана вторая очередь «ВСТО-2» Сковородино — Козьмино.
К 2015 году мощность ВСТО-1 была увеличена до 58 млн т в год, а ответвления в Китай в районе Сковородино — до 20 млн т в год.
В 2019 году ВСТО-I выведен на максимальную проектную мощность 80 млн тонн в год. ВСТО-II - на проектную мощность 50 млн тонн в год.
Завершение строительства и ввод нефтепровода в эксплуатацию позволило уменьшить затраты на строительство и энергоснабжение газопровода «Сила Сибири».

## История
Планы по строительству трубопроводной системы СССР с выходом на Тихий океан зародились не позднее 1970-х годов. В своей книге «Загадка советской нефти» Маршалл Голдман (англ. Marshall I. Goldman) «The Enigma of Soviet Petroleum» (Allen & Unwin: London, Boston, 1980) приводит карту нефтепроводов СССР, изданную ЦРУ в 1977 году. На ней Восточный нефтепровод обозначен пунктиром как проектируемый. Идея строительства Восточного нефтепровода вновь стала активно прорабатываться с конца XX века. Первоначально предложение о создании восточного трубопроводного маршрута для экспорта российской нефти исходило от руководства нефтяной компании «ЮКОС» — в то время, правда, речь шла о строительстве экспортного нефтепровода в Китай.
В декабре 1999 года глава НК ЮКОС Михаил Ходорковский провёл переговоры с Китайской национальной нефтегазовой корпорацией (КННК) по поводу строительства нефтепровода из России в Китай.
17 июля 2001 года премьер-министр России Михаил Касьянов и председатель КНР Цзян Цзэминь подписали соглашение «Об основных принципах разработки технико-экономического обоснования нефтепровода Россия-Китай» (Ангарск-Дацин).
За этим последовала длительная борьба между Китаем и Японией как основными потенциальными потребителями российской нефти, каждый из которых пытался пролоббировать наиболее выгодный для себя маршрут.
2 апреля 2002 года «Транснефть» представила альтернативный проект нефтепровода из Ангарска в Находку. Его поддержал премьер-министр Японии Дзюнъитиро Коидзуми.
В мае 2003 года проекты объединили под общим названием «Восточная Сибирь-Тихий океан» (ВСТО): было предложено направить основную нитку из Ангарска на Находку с ответвлением на Дацин. 27 июля, однако, экологическая комиссия Минприроды дала отрицательное заключение по проекту.
В феврале 2004 года «Транснефть» сменила отправную точку трубопровода с Ангарска на Тайшет, а конечную — с Находки на бухту Козьмина.

## Описание проекта
Разработка проекта и строительство нефтепровода осуществляются на основании распоряжения правительства Российской Федерации от 31 декабря 2004 года № 1737-р.
По проекту, разработанному государственной компанией «Транснефть», нефтепровод Восточная Сибирь — Тихий океан мощностью 80 млн т нефти в год должен пройти из Тайшета (Иркутская область) севернее озера Байкал через Сковородино (Амурская область) в тихоокеанскую бухту Козьмина (Приморский край (ранее конечная точка планировалась в бухте Перевозная).
Намечено строительство ответвления для экспорта нефти в Китай (строительство данного участка длиной 67 км и мощностью 15 млн т в год завершится, как планируется, в 2010 году)..
Трубу предполагается строить в два этапа — на первом будет проведён нефтепровод от Тайшета до Сковородино с одновременным строительством терминала на побережье Тихого океана, куда нефть на первых порах будет доставляться от Сковородино по железной дороге. По первоначальной оценке «Транснефти», строительство должно было обойтись в $11,5 млрд, первый этап до Сковородино — в $6,6 млрд. По первоначальному графику строительства первый участок нефтепровода должен был сдаваться 1 ноября 2008 года. В феврале 2008 года дата сдачи первого участка нефтепровода была перенесена на декабрь 2009 года.
Протяжённость первой части ВСТО — 2,694 тыс. км. Трассы прокладываются навстречу друг другу из Тайшета и Сковородино. Соединение трубопроводов должно состояться в районе Ленска. Из Сковородино нефть будет поставляться в Китай по трубопроводу и на тихоокеанское побережье — по железной дороге.
В феврале 2007 в меморандуме перед размещением еврооблигаций «Транснефть» резко подняла ожидаемые затраты на реализацию проекта строительства трубопровода. Затраты на строительство первого этапа (Тайшет — Сковородино) мощностью 30 млн т и морского терминала в бухте Козьмина (Тихий океан) были оценены уже в $11 млрд (295 млрд руб.). Ответвление на Китай будет построено за счёт китайской нефтяной компании CNPC, строительство ответвления протяжённостью 1030 км планируется завершить в 2008 году.
Для обеспечения электроэнергией объектов нефтепровода в течение двух лет потребовалась прокладка 800 километров ЛЭП и строительство 14 объектов сети.
Дополнительно к нефтепроводу рассматривалась возможность прокладки параллельного газопровода «Сила Сибири», ориентированного на экспорт природного газа в страны Азиатско-Тихоокеанского региона.
Нефтепереработка
К нефтепроводу подключены два крупных действующих НПЗ — Хабаровский нефтеперерабатывающий завод (в 2015 году) и Комсомольский нефтеперерабатывающий завод (в 2018 году). Также имеются планы строительства нефтеперерабатывающего завода в конечной точке трубопровода.

## Хроника строительства
- В январе 2006 года проект, разработанный «Транснефтью», не прошёл государственную экологическую экспертизу, поскольку предусматривал прокладку нефтепровода в сейсмоопасной зоне на расстоянии 700—800 м от северной оконечности Байкала. Ростехнадзором также было отклонено предложение использовать бухту Перевозная как конечную точку трубопровода: эта бухта не может принимать глубоководные суда, к тому же рядом с ней находится Дальневосточный морской заповедник. Однако после визита президента Путина в Китай в начале 2006 года и в результате массированного давления на экспертные организации проект вскоре (1 марта 2006) был одобрен. При этом вопрос о конечной точке ВСТО было решено повторно рассмотреть в течение 2006 года.
- 22 марта и 5 апреля 2006 года Госдума, принимая Водный кодекс соответственно во втором и третьем чтении, внесла (по предложению депутатов от Иркутской области) положение о том, что водоохранная зона озера Байкал включает в себя дельты рек, впадающих в озеро, и проходит по вершинам хребтов, склоны которых примыкают к озеру. Иными словами, вводился запрет на какое бы то ни было строительство в 20 км от береговой линии озера Байкал.
- 12 апреля 2006 года Госдума неожиданно вернулась к обсуждению уже принятого Водного кодекса и приняла важную поправку, снимающую законодательные ограничения на строительство вблизи озера Байкал. Тем самым были поддержаны намерения компании «Транснефть» провести нефтепровод в непосредственной близости от озера.
- В марте-апреле 2006 в Иркутске, Томске, Москве, Екатеринбурге и других городах прошли митинги протеста. Кроме экологов, на защиту озера встали губернатор Иркутской области Александр Тишанин и полпред в СФО Анатолий Квашнин. Прокладке нефтепровода в непосредственной близости от Байкала пытались воспрепятствовать экологические организации Greenpeace и WWF. Жители Хабаровского края и местные организации подали иск в Верховный суд об отмене распоряжения о строительстве ВСТО, но потерпели поражение.
- 26 апреля 2006 года в ходе совещания с сибирскими губернаторами в Томске президент Путин неожиданно заявил о необходимости пересмотреть проект с целью провести нефтепровод не ближе 40 километров от северного побережья Байкала. По мнению экспертов, изменение маршрута должно было существенно увеличить стоимость проекта и сроки строительства трубы. Но в то же время ВСТО в новом варианте трассы приблизился к крупнейшим нефтегазовым месторождениям севера Иркутской области и Якутии (Талаканскому, Верхнечонскому, Чаяндинскому, Среднеботуобинскому и другим), позволив удешевить строительство подводящих трубопроводов и инфраструктуры[12].
- 28 апреля 2006 года в Тайшете были сварены первые стыки уложенных труб нефтепровода — началось строительство ВСТО.
- По состоянию на начало октября 2006, было уложено в нитку и сварено 350 км из 4670 км трассы трубопровода; средняя скорость работ составляла 3 км в день[13].
- 12 июля 2007 сварен шов тысячного километра ВСТО[14]. Президент «Транснефти» подтвердил загрузку первой очереди ВСТО длиной 2694 км и мощностью 30 млн т в год: у «Транснефти» есть подтверждённые заявки на транспортировку 36 млн т[15].
- В начале февраля 2008 года на совещании по вопросам развития Дальнего Востока и Забайкалья президент «Транснефти» Николай Токарев сообщил следующее:[16]

Завершение работ и ввод в эксплуатацию первой очереди ВСТО представляется возможным лишь в 2009 году, в IV квартале… Основные причины отставания от графика — экстремальные условия строительства системы, позднее начало работы и значительное увеличение протяжённости трассы
- Уже в середине февраля 2008 года Николай Токарев заявил в интервью газете «Ведомости», что основной причиной задержки строительства стала недобросовестная работа генеральных подрядчиков строительства, выбранных предыдущим руководством «Транснефти», после отказа от услуг генподрядчиков и финансирования подрядчиков напрямую скорость строительства за 2 месяца увеличилась с 1,5..2 до 5,5..6 км в день[17][18]
- В середине марта 2008 года Минпромэнерго России утвердило новый срок пуска первой очереди трубопровода — IV квартал 2009 года[19].
- В начале мая 2008 года было сообщено о том, что «Транснефть» расторгла отношения с генподрядчиком «Краснодарстройтрансгаз» и приняло решение проводить новый тендер на строительство участка нефтепровода Алдан — Тында[20]
- 4 октября 2008 года был осуществлён запуск в эксплуатацию в реверсном режиме части нефтепровода от Талаканского нефтяного месторождения до Тайшета длиной 1105 км[21].
- 15 октября 2008 года к нефтепроводу было подключено Верхнечонское нефтяное месторождение в Иркутской области. Поставки с него также пока будут осуществляться в реверсном режиме.[22]
- 27 апреля 2009 года «Транснефть» завершила сварку линейной части первой очереди ВСТО[23].
- 27 апреля 2009 года началось строительство ответвления от ВСТО до КНР на территории России. Во время торжественной церемонии сварки первого шва был подписан акт о начале производства работ[24]
- в мае 2009 года в провинции Хэйлунцзян началось строительство ответвления на китайском участке[25].
- 20 июля 2009 года правительство Российской Федерации приняло постановление об обнулении таможенной пошлины на экспорт нефти с 13 месторождений Восточной Сибири. Данная мера призвана активизировать разработку недр региона, который служит ресурсной базой для заполнения нефтепровода ВСТО[26].
- 24 октября 2009 года, в 2 часа по московскому времени нефтью заполнен последний, 2757 километр линейной части трубопроводной системы «Восточная Сибирь-Тихий океан» (ВСТО I)[27].
- 28 декабря 2009 года председатель правительства РФ В. В. Путин запустил первую очередь ВСТО, дав старт отгрузке нефти в танкер, направляющийся в Гонконг. Совокупные расходы на строительство первой очереди трубопровода составили 378 млрд руб., и ещё 60 млрд руб. — на строительство порта Козьмино[28][29]
- 27 сентября 2010 года было сообщено о завершении строительства отвода от ВСТО на Китай[30].
- В ноябре 2010 года Правительство РФ объявило благодарность компании «Транснефть» с формулировкой «за большой вклад в развитие сотрудничества в области энергетики между РФ и КНР, а также в связи с завершением строительства нефтепровода „Сковородино — граница с КНР“»[30].
- В июле 2012 года «Транснефть» приступила к заполнению нефтью второй очереди нефтепровода (ВСТО-2).
- В декабре 2012 года сдан в эксплуатацию нефтепровод ВСТО-2[2].
- 15 декабря 2014 года введены в эксплуатацию три нефтеперекачивающие станции (НПС № 11, 15 и 19), построенные в рамках проекта расширения ВСТО-1, что позволило увеличить мощность ВСТО-1 до 58 млн тонн нефти в год[31].
- 27 ноября 2019 года ПАО «Транснефть» вывело трубопроводную систему «Восточная Сибирь — Тихий океан» (ТС ВСТО) на максимальную мощность. Торжественная церемония состоялась в ходе заседания совета директоров компании в г. Москве в режиме телемоста с Братском и Хабаровском, где располагаются диспетчерские пункты управления участков трубопровода, а также портом Козьмино — конечной точкой ВСТО. Министр энергетики РФ А. В. Новак и президент компании Н. П. Токарев дали команду осуществить пуск построенных нефтеперекачивающих станций для перевода ТС «Восточная Сибирь — Тихий океан» в работу на максимальной мощности. Об успешном запуске новых производственных объектов доложили руководители ООО «Транснефть — Восток» и ООО «Транснефть — Дальний Восток», сообщив о выводе ВСТО-1 на максимальную мощность в 80 млн тонн и ВСТО-2 — на 50 млн тонн нефти в год. Порт Козьмино, являющийся конечным пунктом магистрального нефтепровода, подтвердил готовность к началу приёма увеличенных объёмов российской нефти ESPO[32].

## Работа
В конце 2009 года газета «Ведомости» писала, что в 2010 году поставки нефти по новому маршруту будут убыточны для «Транснефти»: сетевой тариф на транспорт нефти по ВСТО утверждён в размере 1598 рублей за 1 тонну, а себестоимость транспортировки нефти, по словам президента АК «Транснефть» Николая Токарева, — $130 за 1 т. Во втором полугодии 2010 года тариф на транспортировку увеличен до 1651—1815 рублей за 1 тонну.
За 2010 год Порт Козьмино перевалил 15,3 млн тонн сырой нефти.
Большинство танкеров, которые перевозили нефть, доставленную по ВСТО, относилось к типу «Афрамакс».
По мнению экспертов Ллойда полноценное введение в строй нефтепровода приведёт к росту рынка танкеров «Афрамакс», которые могут принимать все порты назначения.
По данным на конец 2011 года, объём поставок нефти по ВСТО составляет около 300 тысяч баррелей в сутки.
В 2012 году по маршруту Сковородино — Мохэ было поставлено 15 млн тонн.
В 2014 году экспорт нефти из Козьмино достиг 25 млн тонн.
В 2019 году в трубопроводную систему «Восточная Сибирь — Тихий океан» начала поступать нефть с Чаяндинского месторождения.
С 2023 года Правительство РФ поручило начать торги фьючерсными контрактами на нефть марки ВСТО.

## Авария
20 января 2010 в 30 км от города Ленска из-за прорыва трубы во время планового ремонта произошла утечка 450 м³ нефти, которые вылились на грунт. Площадь загрязнения составила 20 тысяч квадратных метров. Утечка нефти была обнаружена 20 января при патрулировании трубопровода, после чего на территории Ленского района был введён режим чрезвычайной ситуации.
В ликвидации аварии принимало участие 196 человек и 40 единиц техники, к утру 21 января работы были закончены.
К 25 января было собрано около 150 м³ нефтепродуктов, очищено более двух тысяч квадратных метров загрязнённой территории.

## Проверки строительства
Впервые проверить «Транснефть» попросил депутат Государственной думы от «Единой России» Дмитрий Савельев, 20 августа 2007 года он направил соответствующий запрос. 17 сентября 2007 года Семён Вайншток оставил должность президента «Транснефти» и возглавил госкорпорацию «Олимпстрой». В октябре 2007 года новым президентом «Транснефти» был назначен Николай Токарев. В том же месяце новым руководством «Транснефти» была создана комиссия по проверке ВСТО. В феврале 2008 года Вайншток по поводу её деятельности заявил: «Стояла конкретная задача — вывести всех на чистую воду. Так что если есть желание найти — найдут».
21 ноября 2007 года были обнародованы результаты работы специальной комиссии, которая выполняла проверку хода строительства ВСТО. Согласно этой проверке, готовность первой очереди ВСТО по линейной части составляла тогда 41,1 % (при плановом показателе 60 %), а по нефтеперекачивающим станциям — 23,9 % (при плановом показателе 56 %).
По итогам рассмотрения запросов депутата Савельева, 15 февраля 2008 года Счётная палата РФ начала проверку расходования средств на строительство ВСТО.
2 февраля 2009 года Счётная палата сообщила о завершении проверки ВСТО. В сообщении Счётной палаты говорилось, что 78,5 млрд из почти 250 млрд рублей, затраченных на ВСТО до конца первого полугодия 2008 года, было распределено «без проведения конкурсов», что свидетельствует о том, что нормативные документы «Транснефти» содержат «расширительное толкование случаев привлечения подрядных организаций без проведения конкурсов».
24 марта 2010 года глава Счётной палаты Сергей Степашин во время своего выступления в Госдуме сообщил, что в результате проведённой Счётной палатой проверки строительства ВСТО в отношении руководства Транснефти по фактам мошенничества (сумма ущерба — 3,54 млрд рублей) было возбуждено уголовное дело, которое находится в производстве.
16 ноября 2010 года Алексей Навальный опубликовал документы, содержащие, по его словам, сведения о крупных хищениях в ходе реализации проекта ВСТО. Так, на странице 64 было написано: «… необоснованные затраты на СМР составят примерно 47 млрд рублей». Навальный заявил, что общая сумма хищений по всем документам, которые у него имеются, составляет более 120 млрд руб. По словам Навального, эти документы являются результатом внутренней проверки строительства ВСТО комиссией «Транснефти». Навальный заявил, что результаты работы комиссии Транснефти были засекречены. Вслед за заявлением Навального последовал ряд публикаций в СМИ..
Руководство Транснефти отказалось как-либо комментировать эти документы, мотивировав это тем, что блог Навального не является средством массовой информации.
16 ноября 2010 года оппозиционный политтехнолог Марина Литвинович заявила, что Навальному «заплатили» или «используют втёмную», и что «заказ на мочилово Вайнштока ходит давно.»
18 ноября 2010 года глава Счётной палаты Сергей Степашин заявил, что ранее проведённая проверка Счётной палаты не выявила $4 млрд хищений. Навальный в свою очередь обвинил Степашина в укрывании преступлений, заявив, что никто из опровергающих факт хищений не указывает на фальсификацию предоставленных документов.
19 ноября 2010 года аудитор Счётной палаты Михаил Бесхмельницын заявил, что скандал мог быть поднят по заказу участников передела рынка в Юго-Восточной Азии. Он отметил, что озвученная в марте 2010 года Степашиным в отчёте о работе Счётной палаты за год сумма ущерба составила 3,5 млрд рублей. Навальный утверждал, что по этому факту не было возбуждено никаких уголовных дел. Это заявление Навального противоречит заявлению Степашина от 24 марта 2010 года, что уголовное дело было возбуждено.
29 декабря 2010 года премьер-министр Владимир Путин заявил, что проверкой дела займётся прокуратура.
13 января 2011 года глава «Транснефти» Николай Токарев в интервью каналу «Россия 24» заявил, что публикации Навального — часть кампании противников ВСТО. Недостатки проекта ВСТО были выявлены по инициативе самой Транснефти, подчеркнул Токарев, добавив, что вся информация была направлена в соответствующие ведомства. По его словам, Навальный рассчитал размер ущерба методом экстраполяции, то есть, по сути, придумал эту цифру, которая в некоторых СМИ фигурирует как достоверная.
26 января 2011 года президент РФ Дмитрий Медведев в интервью газете «Ведомости», озвучил свою позицию: «Шума в отношении ВСТО было много, а доказательств пока никаких я не видел. Но раз тема привлекла общественное внимание, должно быть проведено полноценное расследование всех обстоятельств. И по линии правоохранительных органов, и по линии Счётной палаты. Пусть занимаются».
28 сентября 2011 года Владимир Путин заявил, что результаты проверок Счётной палатой деятельности «Транснефти» по строительству ВСТО не выявили уголовной составляющей в этом деле.